# Мария Румънска
Мария Румънска (* 6 януари 1900, Гота, Германия; † 22 юни 1961, Лондон, Великобритания) е румънска принцеса и кралица на Югославия, съпруга на крал Александър I.

## Биография
Мария е родена на 6 януари 1900 г. в германския град Гота. Тя е дъщеря на румънския крал Фердинанд I и на английската принцеса Мария Единбургска, която е внучка на кралица Виктория.
Младата принцеса има романс с българския цар Борис III, но политически пречки осуетяват брака им. На 8 юни 1922 г., в Белград, Мария Румънска се омъжва за Александър I Караджорджевич, който по това време е крал на сърби-хървати и словенци, а по-късно – крал на Югославия.
Двамата имат три деца:
- Петър II
- Томислав
- Андрей

След убийството на съпруга ѝ през 1934 г., Мария става регент на сина си Петър II, който се възкачва на югославския престол непълнолетен. След като през 1941 г. германските войски нахлуват в Югославия, кралица Мария емигрира във Великобритания. Там кралицата майка се оттегля да живее в една ферма, където води съвсем нормален живот, лишен от каквито и да е кралски почести. Умира в Лондон на 22 юни 1961 г.